# Eupholidoptera tahtalica
Eupholidoptera tahtalica är en insektsart som först beskrevs av Boris Petrovich Uvarov 1949.  Eupholidoptera tahtalica ingår i släktet Eupholidoptera och familjen vårtbitare. Inga underarter finns listade i Catalogue of Life.